# Melanotaenia oktediensis
The Oktedi rainbowfish (Melanotaenia oktediensis) là một loài cá thuộc họ Melanotaeniidae. Nó là loài đặc hữu của Papua New Guinea. Môi trường sống tự nhiên của nó là các con sông.